# Eberhard

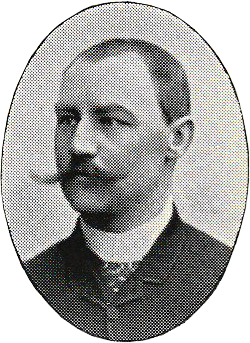
Eberhard Quensel

Eberhard är ett gammalt namn av tyskt ursprung. Det är sammansatt av de två orden eber ’vildsvin’ och hard ’hård’, ’stark’. En lågtysk form av namnet är Evert. Man tror att namnen Ebbe och Ebba är kortformer av Eberhard.
Under åren 1986–1992 fanns namnet i den svenska almanackan på 14 augusti men utgick sedan.
Det fanns i slutet av 2003 cirka 330 män med förnamnet Eberhard i Sverige, varav cirka 50 hade det som tilltalsnamn.

## Personer med Eberhard som förnamn
- Eberhard Munck af Rosenschöld, flera personer
  - Eberhard Zacharias Munck af Rosenschöld (1775–1840), svensk läkare
  - Eberhard Munck af Rosenschöld (naturforskare) (1811–1868), svensk verksam i Paraguay
- Eberhard Nyman (1922–2005), svensk psykiater
- Eberhard Quensel, flera personer
  - Eberhard Quensel (landskamrerare) (1782–1859), svensk jurist och ämbetsman
  - Eberhard Quensel (justitieråd) (1855–1946), svensk jurist och ämbetsman
- Eberhard Rosenblad (1714–1796), svensk läkare
- Eberhard Rosenblad (1858–1929), svensk hovstallmästare
- Salomon Eberhard Henschen (1847–1930), svensk läkare